# SMS Königsberg
El SMS Königsberg fue el barco líder de su clase de cruceros ligeros (Kleiner Kreuzer) construido para la Kaiserliche Marine (Marina Imperial) alemana. Nombrado en honor a Königsberg, la capital de Prusia Oriental, su construcción fue iniciada en enero de 1905, botado en diciembre de ese año y terminado en junio de 1906 tras superar las pruebas de mar. Su clase incluía otros tres barcos: Stettin, Stuttgart y Nürnberg. El Königsberg estaba armado con una batería principal de diez cañones de 105 mm (4,1") y tenía una velocidad máxima de 24,1 nudos (44,6 km/h; 27,7 mph).
Después de su puesta en servicio, el Königsberg sirvió en la fuerza de reconocimiento de la Flota de Alta Mar. Durante este período, acompañó con frecuencia el yate del káiser Guillermo II en sus visitas al extranjero. En abril de 1914, el barco fue enviado a lo que iba a ser un despliegue de dos años en el África Oriental Alemana, pero fue interrumpido por el estallido de la Primera Guerra Mundial en agosto de ese año. Inicialmente, el Königsberg intentó atacar el tráfico comercial británico y francés en la región, pero a lo largo de su carrera sólo destruyó un barco mercante. La escasez de carbón obstaculizó su capacidad para atacar el transporte marítimo. El 20 de septiembre de 1914, sorprendió y hundió al crucero protegido británico HMS Pegasus en la Batalla de Zanzíbar.
Posteriormente, el Königsberg se retiró al río Rufiji para reparar sus motores. Antes de que se pudieran completar las reparaciones, los cruceros británicos localizaron el Königsberg y, al no poder entrar al río para destruirlo, establecieron un bloqueo. Después de varios intentos de hundir el barco durante la Batalla del delta del Rufiji, los británicos enviaron dos monitores, Mersey y Severn, para destruir el crucero alemán. El 11 de julio de 1915, los dos monitores se acercaron lo suficiente como para dañar gravemente al Königsberg, lo que obligó a su tripulación a echar a pique el barco. La tripulación superviviente rescató sus diez cañones principales y se unió a la campaña guerrillera del teniente coronel Paul von Lettow-Vorbeck en África Oriental. El Königsberg fue parcialmente desmantelado en 1963-1965 para convertirlo en chatarra y los restos se hundieron en el lecho del río.

## Diseño

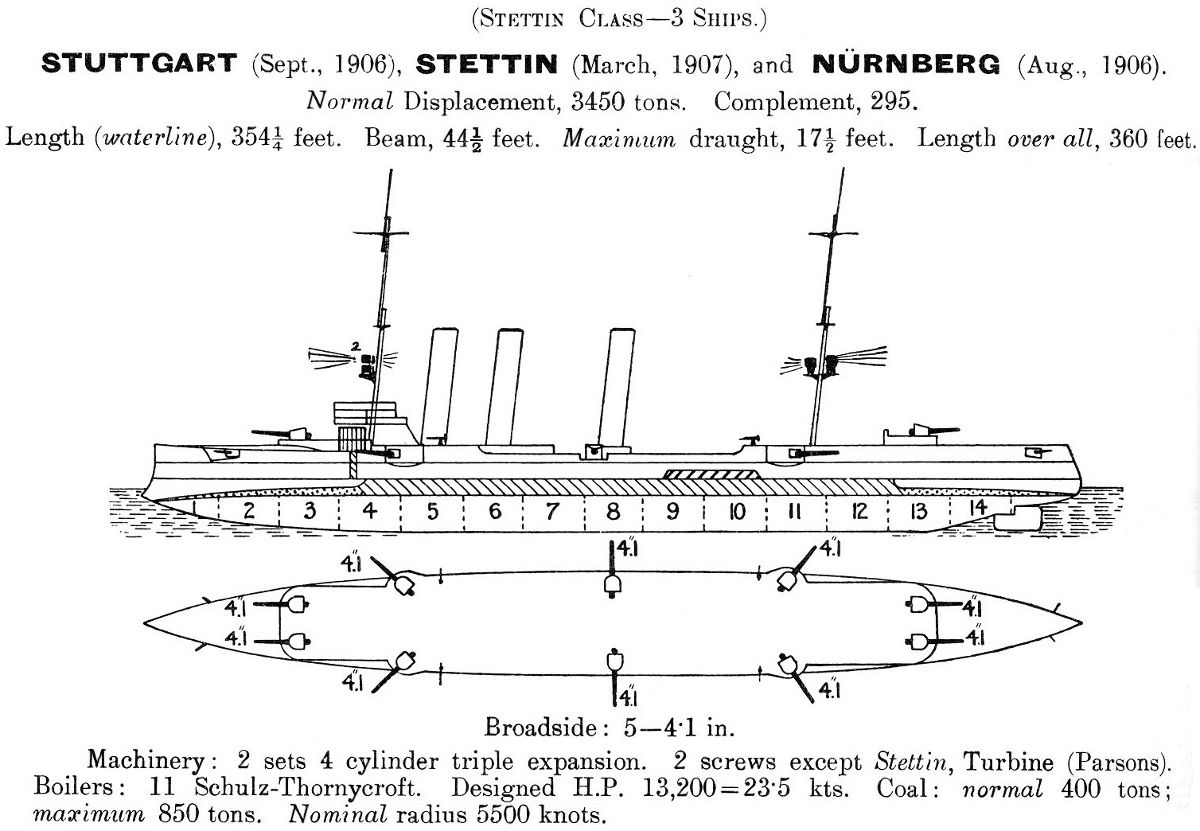
Planta y dibujo de perfil de un buque de la clase Königsberg.

El Königsberg y sus buques gemelos fueron diseñados para servir como exploradores de flotas en aguas nacionales y en el imperio colonial de Alemania. Esto fue el resultado de restricciones presupuestarias que impidieron a la Kaiserliche Marine (Armada Imperial) construir cruceros más especializados adecuados para ambas funciones. La clase Königsberg fue un desarrollo iterativo de la clase anterior Bremen. Se pretendió que los cuatro miembros de la clase fueran idénticos, pero después de que se comenzó a construir la embarcación inicial, el personal de diseño incorporó lecciones aprendidas de la guerra ruso-japonesa. Estos incluyeron reordenamientos internos y un alargamiento del casco. El coste de la producción del buque ascendió a 5 407 000 ℳ.

### Dimensiones y tripulación
El Königsberg tenía 115,3 m (378,3 pies) de eslora total (LOA) y una manga de 13,2 m (43,3 pies) y un calado de 5,29 m (17,4 pies) en proa (Cpr). Su desplazamiento estándar (Δe) era de 3390 toneladas (3336 toneladas largas; 3737 toneladas cortas) y hasta de 3814 t (3754 LT; 4204 ST) a plena carga (Δm). El barco tenía una superestructura mínima, que consistía en una pequeña torre de mando y una estructura de puente. Su casco tenía un castillo de proa elevado y una toldilla, junto con una pronunciada proa de ariete. Estaba equipado con dos mástiles. El Königsberg tenía una tripulación de 14 oficiales y 308 entre suboficiales y marinería.

### Propulsión
Su sistema de propulsión constaba de dos máquinas de vapor de triple expansión de 3 cilindros que impulsaban un par de hélices de tornillo. El vapor era proporcionado por once calderas acuotubulares de tipo marino alimentadas con carbón que se ventilaban a través de tres embudos. El sistema de propulsión del barco estaba diseñado para producir 13 200 caballos de vapor (9709 kW) para una velocidad máxima de 23 nudos (42,6 km/h; 26,5 mph), aunque superó estas cifras en servicio. El almacenamiento normal de carbón ascendió a 400 t (394 LT; 441 ST). A un ritmo más económico de 12 nudos (22,2 km/h; 13,8 mph), el barco tenía una autonomía de aproximadamente 5750 millas náuticas (10 649 km; 6617 mi).

### Armamento
El barco estaba armado con una batería principal de diez cañones SK L/40 de 105 mm en soportes de pedestal único. Dos fueron colocados uno al lado del otro avante del castillo de proa; seis estaban ubicados en el costado, tres a cada lado; y dos estaban uno al lado del otro en popa. Los cañones tenían una elevación máxima de 30 grados, lo que les permitía atacar objetivos a una distancia de 12 700 m (6,857 nmi). Se les suministró 1 500 cartuchos de munición, a razón de 150 proyectiles por arma. El barco también estaba equipado con diez cañones SK L/55 de 52,8 mm. También estaba equipado con un par de tubos lanzatorpedos de 450 mm (17,7 plg) con cinco torpedos sumergidos en el casco en el costado.

### Blindaje
El barco estaba protegido por una cubierta blindada curva de 80 mm (3,1 plg) de espesor en el centro del barco. La cubierta estaba inclinada hacia abajo a los lados, con un espesor de 45 mm (1,8 plg), para brindar protección contra el fuego enemigo. Los lados de la torre de mando tenían 100 mm (3,9 plg) de espesor. Los cañones de su batería principal estaban equipados con escudos balísticos de 50 mm (2 plg) de espesor.

## Historial de servicio

### Primeros años

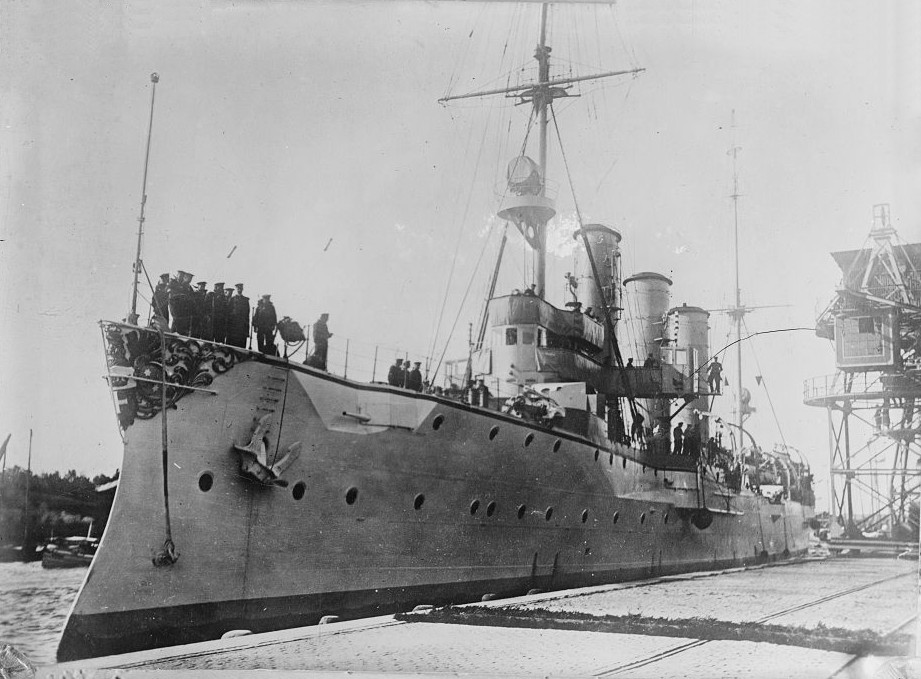
Foto del SMS Königsberg antes de la guerra.

El Königsberg se encargó con el nombre de contrato Ersatz Meteor y fue puesto en quilla en el Astillero Imperial de Kiel el 12 de enero de 1905. Fue botado el 12 de diciembre de 1905, cuando el Oberbürgermeister de Königsberg, Siegfried Körte, bautizó el barco, tras lo cual se iniciaron los trabajos de acondicionamiento. Fue comisionado en la Flota de Alta Mar para iniciar pruebas de mar el 6 de abril de 1907. Sus pruebas se interrumpieron a principios de junio cuando se le asignó la tarea de escoltar el yate Hohenzollern del kaiser Guillermo II durante tres regatas de vela, incluida la Semana de Kiel. Luego, los dos barcos cruzaron el Mar del Norte y se detuvieron en Nordkapp, donde del 3 al 6 de agosto Guillermo II se reunió con el zar Nicolás II de Rusia. Después de regresar a Alemania, el Königsberg reanudó sus pruebas de mar, que duraron del 9 de agosto al 9 de septiembre. Visitó la ciudad del mismo nombre del 21 al 23 de septiembre y posteriormente fue asignado a las fuerzas de exploración de la flota para reemplazar al crucero Medusa el 5 de noviembre. En ese momento, el Königsberg volvió a ser utilizado para escoltar el yate de Guillermo II, esta vez en compañía del nuevo crucero blindado Scharnhorst y el barco de expedición Sleipner en una visita a Gran Bretaña. Los barcos hicieron escala en Portsmouth y el Támesis, siendo visitados por la reina Guillermina de los Países Bajos.
El 17 de diciembre, al Königsberg se le encomendó otra visita de buena voluntad, esta vez escoltando al hermano del káiser, el príncipe Enrique, y a una delegación de oficiales navales a Malmö, Suecia, para reunirse con el rey Óscar II. La visita duró hasta el 20 de diciembre. El Königsberg participó en la rutina normal en tiempos de paz de entrenamiento individual y de escuadrón durante 1908 sin incidentes. El año terminó con un importante crucero de entrenamiento, primero en el Báltico y el Mar del Norte y luego en el Atlántico, que finalizó a principios de diciembre. Más tarde, el barco entró en dique seco durante el invierno de 1908-09 para realizar un mantenimiento periódico y volvió a entrar en servicio a principios de febrero de 1909. Durante los dos años siguientes siguió una rutina de entrenamiento típica, interrumpida sólo por una colisión con el nuevo crucero Dresden el 16 de febrero de 1910 en la bahía de Kiel y nuevamente en 1910, con dos viajes escoltando al káiser; el primero a Heligoland del 9 al 13 de marzo y el segundo a Gran Bretaña del 8 al 27 de mayo. La colisión con el Dresden causó daños de consideración a ambos barcos, aunque nadie en ninguno de ellos resultó herido. Ambos barcos fueron reparados en Kiel. El Königsberg también ganó el Schießpreis (Premio de Tiro) del Káiser por su excelente artillería en la fuerza de reconocimiento durante este período. Desde diciembre de 1909 hasta septiembre de 1910, el Fregattenkapitän Adolf von Trotha sirvió como comandante del barco.
Del 8 de marzo al 22 de mayo de 1911, el Königsberg navegó por el mar Mediterráneo escoltando a Guillermo II a bordo del Hohenzollern. El 10 de junio, el Königsberg fue relevado en la fuerza de reconocimiento por el nuevo crucero Kolberg; el Königsberg fue trasladado a Danzig, donde fue puesto temporalmente fuera de servicio el 14 de junio por trabajos de modernización. El 22 de enero de 1913, el barco volvió a entrar en servicio con la flota, en sustitución del crucero Mainz, que también estaba en proceso de modernización. Este servicio duró hasta el 19 de junio, cuando el Königsberg fue nuevamente puesto en reserva en Kiel. Durante este período de servicio activo, fue asignado al escuadrón de entrenamiento del 1 al 18 de abril. A principios de 1914, el alto mando decidió enviar el Königsberg al África Oriental Alemana, donde sustituiría al actual barco de la estación, el viejo crucero desprotegido Geier. Este sería a la postre el último despliegue del buque y partiría para no regresar jamás a Alemania.

### Despliegue en África Oriental Alemana

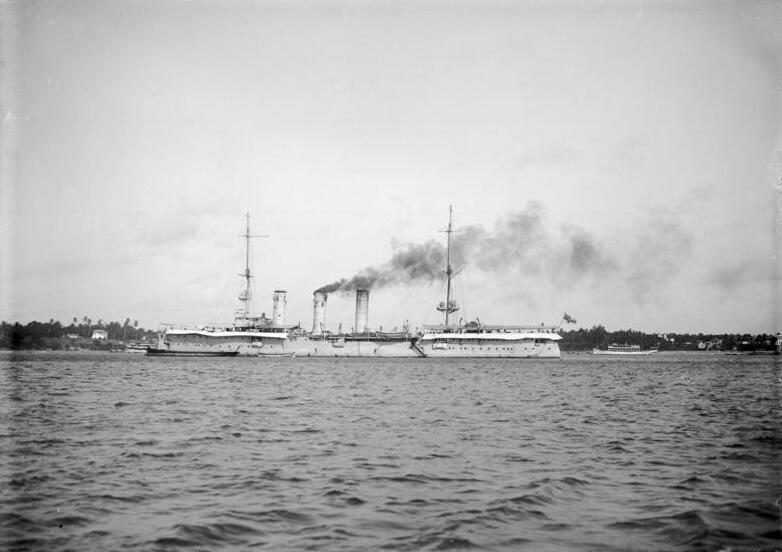
SMS Königsberg en Bagamoyo, junio de 1914

En abril de 1914, el barco fue enviado a lo que iba a ser un despliegue de dos años en el África Oriental Alemana. Ese mismo día, el Fregattenkapitän Max Looff tomó el mando del Königsberg. Zarpó de Kiel el 25 de abril, se detuvo en Wilhelmshaven y luego partió tres días después para un despliegue inicial de dos años en el África Oriental Alemana. Se adentró en el mar Mediterráneo y se detuvo en puertos españoles e italianos antes de ingresar al Canal de Suez. Después de pasar por el canal, se detuvo brevemente en Adén antes de llegar a Dar es Salaam, capital del África Oriental Alemana, el 5 de junio. Dos días después, la Schutztruppe (Fuerza de Protección) celebró su 25 aniversario en la colonia. El subcomandante del Schutztruppe entregó a Looff un modelo del crucero Schwalbe, que había sido el buque de guerra que había permanecido más tiempo en servicio en la colonia alemana. El Königsberg realizó un reconocimiento del puerto de Bagamoyo a finales de año. Los súbditos coloniales africanos consideraron que el barco era bastante impresionante, particularmente sus tres embudos, que ellos suponían que significaba que era un buque de guerra más poderoso que uno con solo dos. El barco adquirió el sobrenombre de Manowari na bomba tatu, o "el hombre de guerra de tres tubos".
A medida que aumentaron las tensiones en Europa tras el asesinato del archiduque Francisco Fernando de Austria, Looff decidió abandonar el programa normal de entrenamiento en tiempos de paz y regresó a Dar es Salaam el 24 de julio para reponer su carbón y otras reservas. También hizo esfuerzos para organizar una red de vigilancia costera para informar sobre los barcos enemigos y proteger la navegación alemana en la zona. El 27 de julio, Looff recibió un mensaje del Admiralstab (Estado Mayor del Almirantazgo) informándole del empeoramiento de la situación política en Europa. Al mismo tiempo, los cruceros del escuadrón británico del Cabo de Buena Esperanza, HMS Astraea, Hyacinth y Pegasus, llegaron con la intención de embotellar al Königsberg en la capital de la colonia, Dar es Salaam. Looff preparó su barco para zarpar y abandonó el puerto en la tarde del 31 de julio de 1914, con los tres barcos británicos más lentos en su persecución. Looff aprovechó la lluvia y la velocidad superior de su barco para romper el contacto con sus perseguidores británicos al día siguiente. El Königsberg no zarpó de Adén hasta el 5 de agosto, cuando llegó tardíamente al barco la noticia del estallido de hostilidades entre Gran Bretaña y Alemania del día anterior.

### Primera Guerra Mundial

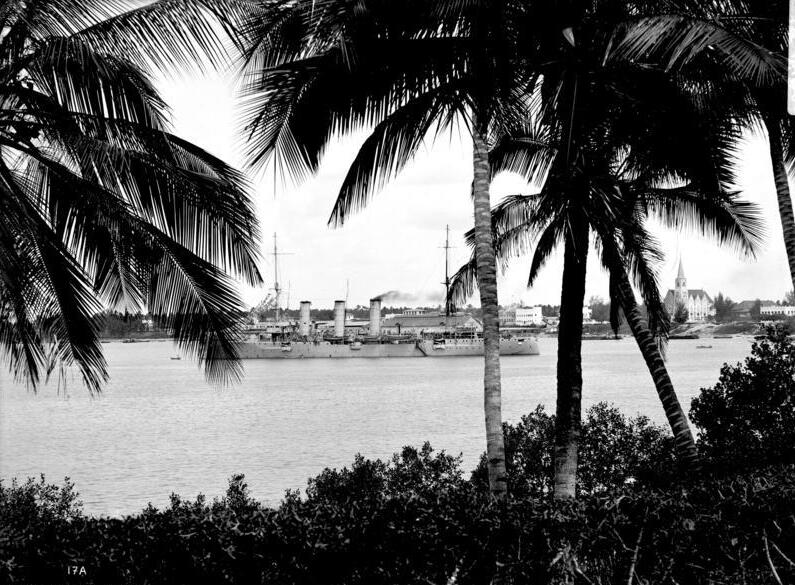
Foto del Königsberg en Dar es Salaam en julio de 1914.

Al estallar la Primera Guerra Mundial, se le ordenó al Königsberg atacar el comercio británico alrededor del estrecho de Bab el-Mandeb. La falta de carbón obstaculizó los esfuerzos de Looff; los británicos impidieron que el buque minero Koenig abandonara Dar es Salaam y adquirieron todo el carbón del África Oriental portuguesa para negárselo al Königsberg. Luego, Looff llamó por radio al vapor alemán Zieten para advertirle que no utilizara el Canal de Suez, donde le habrían confiscado el buque. El Königsberg persiguió al carguero alemán Goldenfels, cuyos oficiales confundieron el barco con un crucero británico y se negaron a detenerse. El Königsberg se vio obligado a disparar un tiro de advertencia a través de la proa del Goldenfels para obligar al barco a detenerse y que Looff pudiera advertir a su capitán del estado de guerra.
El 6 de agosto, el Königsberg encontró frente a las costas del actual Omán un barco británico, el carguero City of Winchester. Una dotación alemana apresó el barco y junto con el Königsberg, ambos buques se encontraron con el Zieten cuatro días después en las islas Kuria Muria, dependientes por entonces de la provincia de Adén,  donde se transfirió carbón del City of Winchester al Königsberg. Posteriormente, el carguero fue hundido. La tripulación británica fue llevada a bordo del Zieten, que partió al día siguiente e hizo escala en el África Oriental Portuguesa. Mientras tanto, el vapor Somali, bajo el mando del Korvettenkapitän (Capitán de Corbeta) Zimmer, había salido de Dar es Salaam con un cargamento de 1.200 t (1.200 toneladas largas; 1.300 toneladas cortas) de carbón en la noche del 3 al 4 de agosto para reabastecer al Königsberg; los dos barcos se encontraron diez días después. Cuando Looff se reunió con el Somali, su barco tenía apenas tenía 14 t (13,8 LT; 15,4 ST) de carbón. El Somali transfirió unas 850 toneladas (837 LT; 937 ST) de carbón al crucero, lo que permitió una patrulla hasta Madagascar. Sin embargo, no se encontraron buques británicos o franceses, por lo que el Königsberg se reunió nuevamente con el Somali el 23 de agosto y cargó nuevamente carbón para cuatro días más de navegación.
Mientras tanto, buques de guerra británicos bombardearon Dar es Salaam y destruyeron la estación inalámbrica alemana allí. En ese momento, los motores del Königsberg ya requerían una revisión exhaustiva y Looff, consciente de ello, necesitaba encontrar un área apartada donde poder completar el trabajo. Se instaló en el delta del Rufiji, que recientemente había sido explorado por el barco de reconocimiento Möwe. El 3 de septiembre de 1914, con marea alta, el Königsberg se introdujo en el delta en la desembocadura del Rufiji y lentamente remontó el río. Se apostaron vigilantes costeros en la desembocadura y se instalaron líneas telegráficas para garantizar que los alemanes no fueran sorprendidos por los barcos británicos que le siguieran. Zimmer, que enviaba pequeños vapores costeros para reabastecer al Königsberg, observó un crucero británico, el Pegasus, patrullando la costa durante dos semanas. Dedujo que el barco probablemente tendría que cargar carbón en Zanzíbar (protectorado británico de facto) los domingos, por lo que Looff decidió atacar el barco en el puerto antes de comenzar su revisión. Consideró que la acción estaba justificada, ya que el Reino Unido había rechazado una propuesta alemana de mantener neutral a África central según la Ley del Congo de 1885.
El 19 de septiembre, el Königsberg abandonó el río Rufiji y llegó al Zanzíbar británico a la mañana siguiente. Abrió fuego a una distancia de unos 7000 m (22 966 pies) a las 05:10, iniciando la Batalla de Zanzíbar. En 45 minutos, el HMS Pegasus se incendió, se escoró por babor y se hundió. Los tripulantes del Pegasus habían enarbolado la bandera blanca, pero a bordo del Königsberg no se podía divisar debido al denso humo. La tripulación del Pegasus sufrió 38 muertos y 55 heridos, mientras que el Königsberg resultó indemne y no sufrió bajas. Después de hundir al Pegasus, el Königsberg bombardeó la estación inalámbrica y arrojó barriles llenos de arena en la entrada del puerto para simular minas. Al salir del puerto, el Königsberg avistó al remolcador Helmuth y le causó graves daños con tres proyectiles.

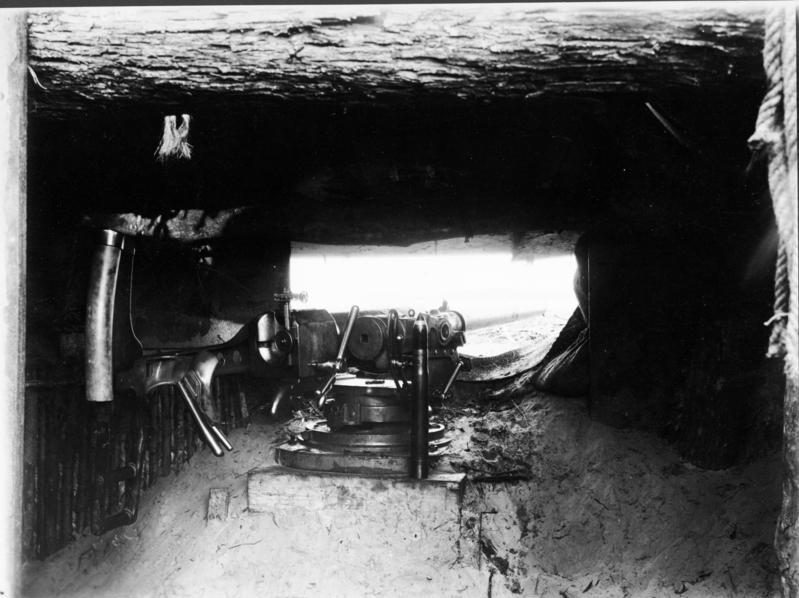
Uno de los cañones del Könisberg emplazado en el delta del Rufiji

Posteriormente, el crucero regresó al río Rufiji para poder comenzar a trabajar en la revisión de sus motores; las piezas tendrían que transportarse por tierra hasta el astillero de Dar es Salaam, donde podrían reconstruirse. Mientras estaba amarrado en la ciudad de Salale, el barco estaba fuertemente camuflado y se erigieron disposiciones defensivas. Estos incluyeron el posicionamiento de soldados y artillería de campaña para defender los accesos al crucero y el establecimiento de una red de vigilantes costeros y líneas telegráficas para vigilar barcos hostiles. También se colocó un campo minado improvisado en el delta para evitar que los barcos británicos accedieran al río.
Preocupados por la amenaza que el Königsberg representaba para los transportes de tropas procedentes de la India, los británicos reforzaron la flotilla encargada de localizar al evasivo asaltante alemán y pusieron los barcos bajo el mando del capitán Sidney Robert Drury-Lowe. El hundimiento del Pegasus convenció definitivamente a los británicos de que el Königsberg todavía debía estar patrullando por el África Oriental Alemana. El 19 de octubre, el crucero Chatham encontró el barco Präsident de la Deutsche Ost-Afrika Linie en Lindi. Un grupo de abordaje registró el barco y descubrió documentos que indicaban que había suministrado carbón al Königsberg en Rufiji el mes anterior. El 30 de octubre, el crucero Dartmouth localizó al Königsberg y Somali en el delta. Los cruceros Chatham, Dartmouth y Weymouth bloquearon el delta Rufiji para garantizar que el Königsberg no pudiera escapar.

#### Batalla del delta del Rufiji

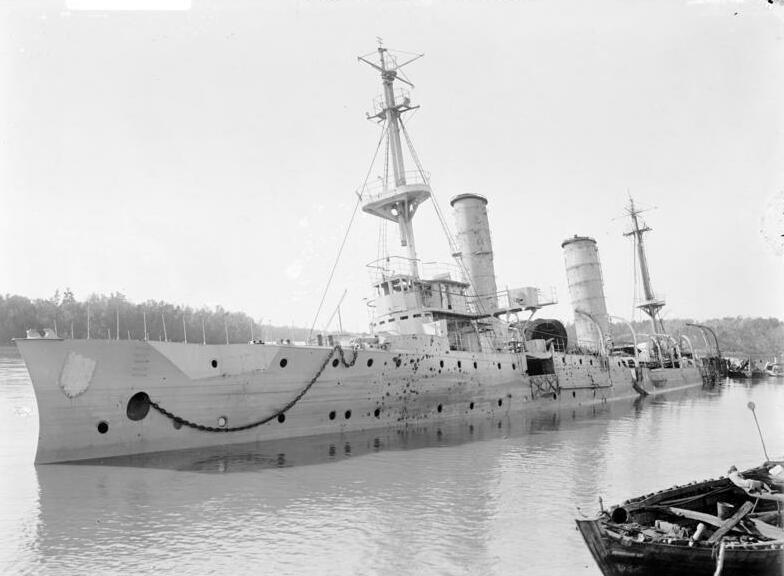
El maltrecho Königsberg tras su hundimiento. Nótese la falta de uno de sus embudos.

El 3 de noviembre, los británicos comenzaron un bombardeo en un intento de destruir o neutralizar al Königsberg y Somalia. El Königsberg estaba protegido por los espesos manglares, que ocultaban el barco y ofrecían cierto grado de cobertura contra el fuego de artillería británico, especialmente mientras los barcos británicos permanecían fuera del río. Un carbonero, el Newbridge, fue destinado como buque de bloqueo para ser hundido en el canal principal del delta para evitar la fuga del Königsberg. A pesar del intenso fuego alemán desde ambos lados del río, los británicos hundieron con éxito el Newbridge a través de una de las bocas del delta el 10 de noviembre, aunque el intrépido buque alemán aún podía hacerse a la mar a través de otros canales. Looff decidió mover su buque río arriba, para que le fuera más difícil a los británicos destruirlo. Al hacerlo, su barco ocuparía un número considerable de buques británicos que, de otro modo, podrían haberse empleado en otros lugares. En el curso de la campaña, los británicos reforzaron el escuadrón que bloqueaba el Rufiji con cruceros adicionales, entre ellos el HMS Pyramus y el australiano HMAS Pioneer.

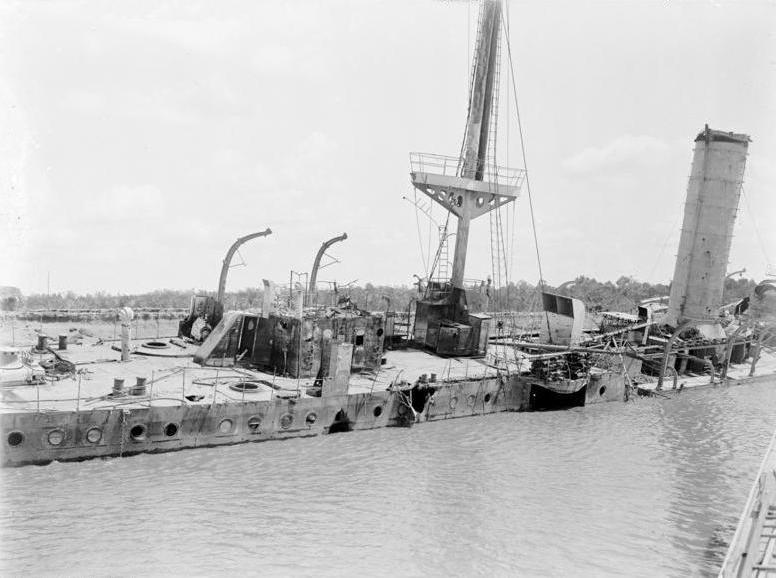
Pecio del SMS Königsberg, ya con la artillería retirada.

Un piloto civil, Dennis Cutler, oriundo de Durban (Sudáfrica), fue comisionado en los Royal Marines y persuadido para que pusiera su hidroavión privado de la clase Curtiss a disposición del Imperio Británico. La Royal Navy requisó el barco de pasajeros Kinfauns Castle para que sirviera como portahidroaviones auxiliar improvisado para el avión de Cutler. En su primer intento de localizar al crucero, Cutler, que no tenía brújula, se perdió y se vio obligado a desembarcar en una isla desierta. En su segundo vuelo, localizó con éxito al Königsberg y, un tercer vuelo con un observador de la Royal Navy, confirmó sus observaciones. El radiador de su avión fue dañado en pleno vuelo por fuego terrestre enemigo y quedó en tierra hasta que se pudieran traer piezas de repuesto desde Mombasa. Un par de Sopwiths del Royal Naval Air Service fueron traídos con la intención de explorar e incluso bombardear el barco. Pronto se desmoronaron en las condiciones tropicales. A un trío de hidroaviones Short les fue un poco mejor, aunque también quedaron rápidamente inutilizados por las condiciones adversas.
También en noviembre, los británicos intentaron utilizar los cañones de 12 pulgadas (304,8 mm) del viejo acorazado Goliath para hundir el crucero. El intento fracasó, una vez más porque las aguas poco profundas impidieron que el acorazado se acercara. En diciembre, el Oberstleutnant (teniente coronel) Paul von Lettow-Vorbeck solicitó la mayor cantidad posible de tripulantes del barco para la campaña de África Oriental contra los británicos; se dejaron a bordo un total de 220 hombres para mantener el barco en condiciones de combate. Sin embargo, esto no fue suficiente para permitir que el barco se hiciera a la mar. El Königsberg avanzó río arriba el 18 de diciembre. El 23 de diciembre, los británicos utilizaron un par de barcos de poco calado para navegar por el delta. Atacaron al Somali antes de que el fuego defensivo alemán los obligara a retirarse.
Mientras tanto, las condiciones a bordo del Königsberg empeoraban. Hubo escasez de carbón, municiones, alimentos y suministros médicos. Aunque a salvo de los británicos, la tripulación fue devastada por la malaria y otras enfermedades tropicales. Generalmente aislados del mundo exterior, la moral de los marineros decayó. Sin embargo, la situación mejoró marginalmente con un plan para reabastecer el barco y darle la oportunidad de escapar del cerco. Un barco mercante británico capturado, el Rubens pasó a llamarse Kronborg, renombrado por los alemanes. Se le entregó una bandera danesa, documentos y una tripulación de marineros alemanes seleccionados por su capacidad de hablar danés. Luego se llenó de carbón, cañones de campaña, municiones, armas pequeñas y suministros diversos. A medida que el carguero se acercaba al África Oriental, el Königsberg se preparaba para salir al encuentro del barco e intentar escapar y regresar a Alemania. Lamentablemente, el Königsberg quedó atrapado en el río por dos cruceros y varios barcos más pequeños. El Hyacinth interceptó al Kronborg cuando se acercaba y persiguió al buque hasta la bahía de Manza, en el límite con Kenia. El barco atrapado fue obligado a encallar y quedó envuelto en llamas, pero los alemanes lograron rescatar gran parte de su cargamento y lo utilizaron más tarde en la Campaña de África Oriental.
Finalmente, en abril de 1915, el Almirantazgo británico aceptó un plan presentado por Drury-Lowe en noviembre anterior, que preveía atacar al crucero alemán con monitores de poco calado, capaces de navegar por el río Rufiji.
Como no se disponía de información precisa sobre el estado del Königsberg, la Armada británica decidió remolcar dos de los monitores construidos originalmente por Vickers para la Armada brasileña y uso en el Amazonas, el Mersey y Severn, desde el Mediterráneo hasta África Oriental, ya que su escaso calado les permitía penetrar en el delta. Estos buques habían sido adquiridos a Brasil ya previamente en agosto de 1914. Ambos habían estado previamente en acción en la costa flamenca y tenían dos cañones individuales Tipo VII de 15,2 cm a proa y a popa, montados en la cubierta del barco. Llegaron a Malta el 29 de marzo de camino a los Dardanelos con su buque gemelo Humber. El 28 de abril, los dos monitores partieron de Malta con cuatro remolcadores, el barco logístico SS Trent y un vapor de carbón, llegaron a Adén el 15 de mayo y el 3 de junio llegaron a la isla de Mafia frente al estuario de Rufiji, que entretanto había sido ocupada y donde ahora también estaban estacionados los aviones de observación. Los monitores realizaron reparaciones, desembarcaron únicamente piezas y estructuras necesarias para el traslado y fueron aseguradas contra el fuego de infantería. Entretanto, el Königsberg fue trasladado por tercera vez, aún más río arriba.
El 6 de julio de 1915, los dos monitores cruzaron el banco de arena exterior y navegaron río arriba, a pesar del intenso fuego de las posiciones alemanas en las orillas del río. Se detuvieron en un punto que pensaban que estaba a 9 100 m del Königsberg, que estaría dentro del alcance de sus propios cañones pero más lejos de lo que los cañones alemanes más pequeños pensaban que podían responder. Se utilizaron aviones para detectar la caída de los proyectiles. Sin embargo, la navegación de los monitores era defectuosa y, después de abrir fuego, se encontraron dentro del alcance de los cañones del Königsberg. En la refriega, acertó al Mersey dos veces: un proyectil le inutilizó el cañón delantero de 6 pulgadas y otro perforó el barco por debajo de la línea de flotación. El Königsberg recibió cuatro impactos a cambio; un proyectil impactó bajo la línea de flotación y provocó algunas inundaciones. En el lapso de tres horas, el Königsberg obligó a ambos barcos británicos a retirarse.

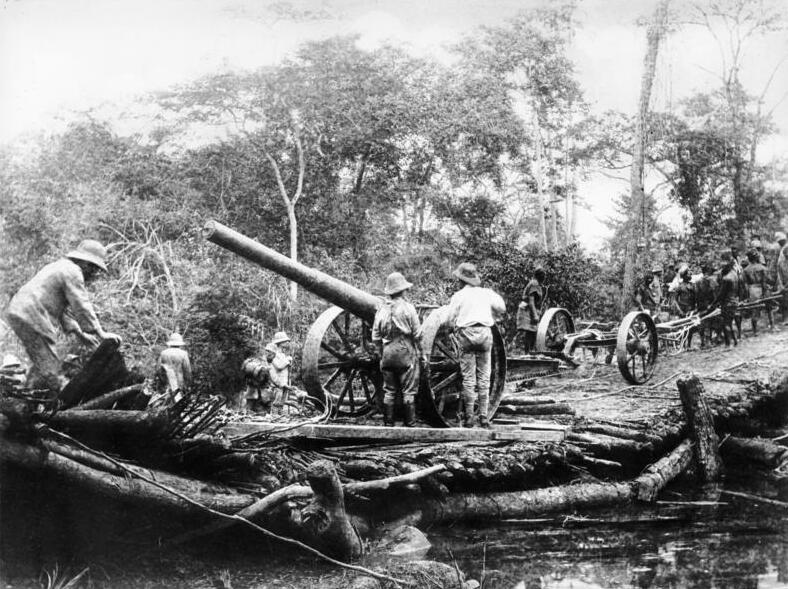
Artillería del Königsberg acarreada por unidades alemanas en 1916

Regresaron nuevamente el 11 de julio, después de haber reparado los daños sufridos en el primer intento. Los dos observadores llevaron a cabo un bombardeo que duró cinco horas. El Königsberg abrió fuego a las 12:12, inicialmente con cuatro cañones, pero sólo tres cañones permanecían activos después de las 12:42, dos cañones después de las 12:44 y un solo cañón después de las 12:53. Los dos monitores no respondieron hasta las 12:31, una vez fondeados en sus posiciones de tiro, y lograron varios impactos graves que provocaron un gran incendio en la popa del barco y causaron numerosas bajas. A las 13:40, el Königsberg se había quedado ya sin municiones y sus tripulaciones de cañones habían sufrido muchas bajas, por lo que Looff ordenó a la tripulación que abandonara el barco y dejara caer los cerrojos de los cañones por la borda para desactivarlos. Se detonaron dos ojivas de torpedos en la proa del barco para hundirlo; el barco giró ligeramente hacia estribor y se hundió hasta la cubierta superior con las banderas aún ondeando. Diecinueve hombres murieron en la batalla y otros cuarenta y cinco resultaron heridos, incluido Looff.

## Servicio posterior y legado

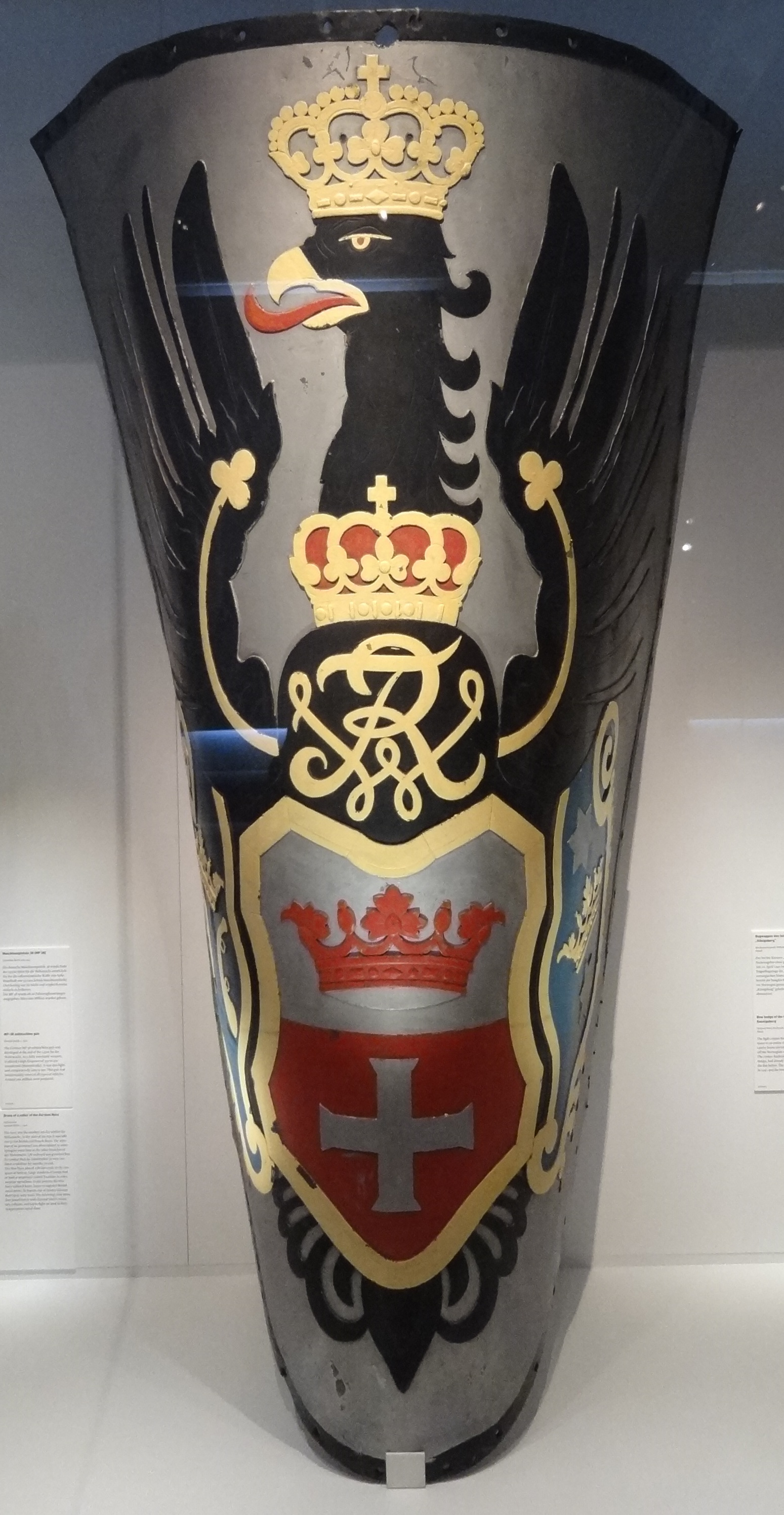
Remate decorativo de la proa del Konisberg en exhibición en el Museo de Historia Militar de la Bundeswehr, de Dresde

Más tarde ese día, la tripulación regresó para arriar y plegar la bandera su barco dando vítores al Kaiser. Las armas y otros equipos utilizables fueron rescatados del accidente a partir del día siguiente, Los cañones del Königsberg fueron recuperados con ayuda del equipo de carga del vapor costero Hedwig. Los diez cañones se convirtieron en piezas de artillería de campaña y cañones costeros. Junto con la tripulación del barco, pasaron a prestar servicio en la campaña guerrillera de África Oriental bajo el mando de Lettow-Vorbeck. Las diez armas fueron reparadas en Dar es Salaam durante los dos meses siguientes; uno estaba montado en el ferry reconvertido Götzen de la flota interior del lago Tanganica. Los marineros supervivientes, organizados como Königsberg-Abteilung (Destacamento de Königsberg), finalmente se rindieron el 26 de noviembre de 1917 y fueron internados en el Egipto británico. En 1919, después de la guerra, los hombres participaron en un desfile por la Puerta de Brandenburgo en Berlín para homenajear su resistencia final. Sólo 32 miembros de la tripulación regresaron a Alemania en 1919. 
En 1924, John Ingle, excapitán del Pegasus, recibió el encargo de limpiar restos de naufragios en el puerto de Dar es Salaam. En aquel momento compró los derechos de salvamento del Königsberg por el precio de 200 libras esterlinas; envió buzos para extraer chatarra no ferrosa de los restos del naufragio y, a su vez, vendió los derechos. Los trabajos de salvamento continuaron hasta la década de 1930 y, en la década de 1940, el casco se había volcado hacia estribor. Todavía en 1965 continuaron los trabajos, pero en 1966 los restos del naufragio se derrumbaron y finalmente quedaron sepultados en el lecho del río. Se conservan tres de los cañones de 105 mm del barco, uno en Pretoria (Sudáfrica), uno en Jinja, (Uganda) y otro en Mombasa, junto con un cañón del Pegasus.
El inventario de sellos postales del buque de guerra Königsberg se agotó junto con el inventario del Möwe en el África Oriental Alemana. Se trata de sellos postales ordinarios de la edición Germania del Reich alemán en 3, 5, 10, 20 y 50 Pf, así como 1 Marco de oro. El aislamiento del África Oriental Alemana debido a la guerra provocó una escasez local de sellos postales, que fue compensada con diversas medidas temporales. Para ello también se utilizaron los sellos del correo del mismo buque de guerra, que nominalmente no eran válidos en la colonia alemana. Los sellos se distribuyeron en ocho oficinas postales de tamaño mediano, donde se utilizaron internamente en tarjetas de paquetería. Estos sellos son conocidos entre los filatelistas como la “edición del Königsberg”.

## Comandantes del buque
| 6 de abril de 1907 – 30 de septiembre de 1908  | Korvettenkapitän / Fregattenkapitän Otto Philipp    |
| 1 de octubre de 1908 – 30 de noviembre de 1909 | Fregattenkapitän Adolf Kloebe                       |
| 1 de diciembre de 1909 – Septiembre de 1910    | Fregattenkapitän / Kapitän zur See Adolf von Trotha |
| Septiembre de 1910 – 14 de junio de 1911       | Korvettenkapitän / Fregattenkapitän Paul Heinrich   |
| 22 de enero de 1913 – 19 de junio de 1913      | Fregattenkapitän Heinrich Retzmann                  |
| 1 de abril de 1914 – 11 de julio de 1915       | Fregattenkapitän Max Looff                          |

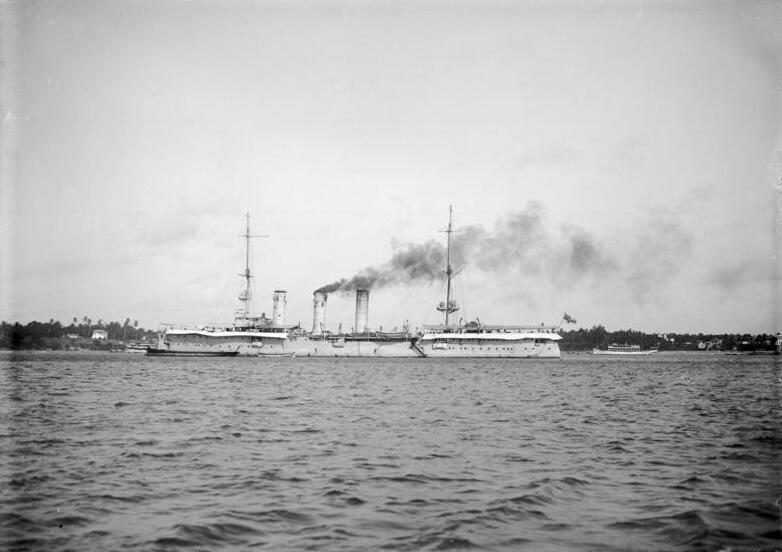
El Königsberg frente a la costa del África Oriental Alemana
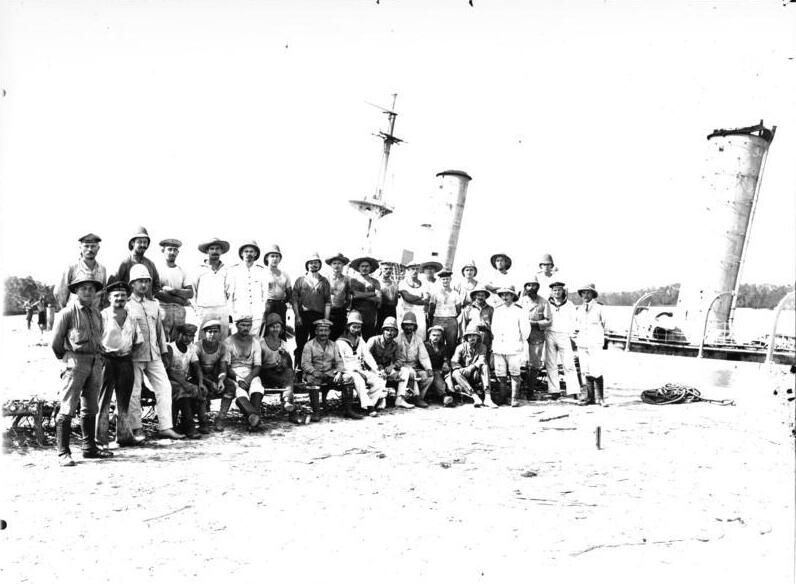
Tripulación frente al hundido Königsberg
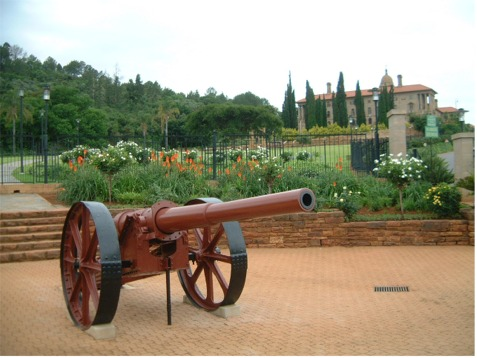
Cañón del Königsberg frente a los Union Buildings en Pretoria
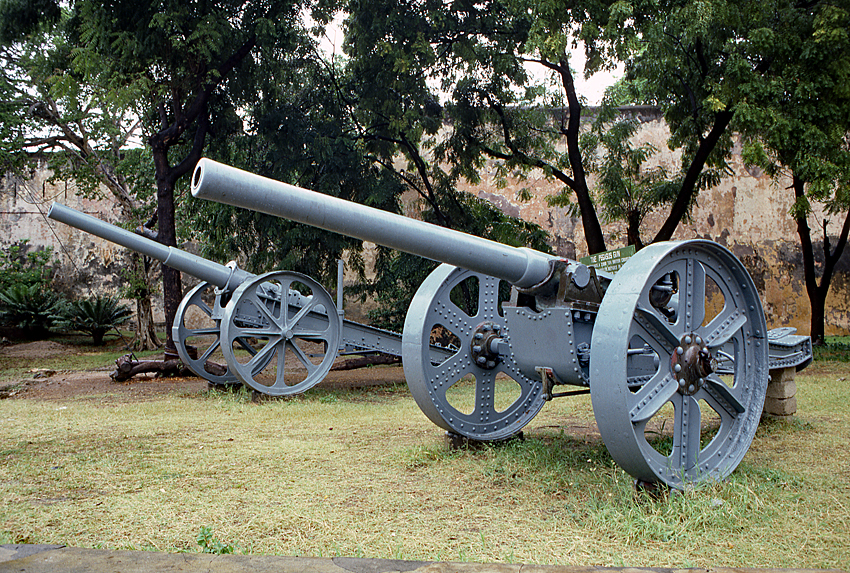
Cañones procedentes del Königsberg (en segundo plano) y del HMS Pegasus en Fuerte Jesús  (Mombasa, Kenia) en 1987